# Acrobelione anisopoda
Acrobelione anisopoda is een pissebed uit de familie Bopyridae. De wetenschappelijke naam van de soort is voor het eerst geldig gepubliceerd in 1981 door Bourdon.